# Камбусленг
Камбусле́нг (англ. Cambuslang, шотл. Cambuslang, шотл. гел. Camas Long) — місто в центрі Шотландії, в області Південний Ланаркшир.
Населення міста становить 24 580 осіб (2006).